# Amita Berthier
Pour les articles homonymes, voir Berthier.
Amita Marie Nicolette Berthier, née le 15 décembre 2000, est une escrimeuse singapourienne spécialisée dans le fleuret. Elle participe aux Jeux olympiques d'été de 2020 à Tokyo.

## Biographie

### Formation
Elle est la fille d'Uma Devid et Eric Berthier. Elle a trois frères et sœurs : Ashok, Aishwarya et Aarya. Cette dernière est également escrimeuse. Au lycée, elle étudie simultanément à la Singapore Sports School (en) et à la Penn Foster High School (en) jusqu'en 2018, puis à l'université Notre-Dame-du-Lac en sociologie. De manière générale, tout sa famille est adepte de sport.
Amita Berthier commence l'escrime à sept ans dans le club Z Fencing après s'être essayée au football. Elle est alors inspirée par le personnage de Zorro. Elle appartient également à la Marx Fencing Academy pendant un temps avant de rejoindre l'équipe des Fighting Irish de Notre-Dame à l'université. Il lui arrive de s'entraîner en dehors des États-Unis et de Singapour, notamment en Australie (2013) et en France (2017).

### Carrière
Berthier s'entraîne aux États-Unis depuis 2016, initialement avec Ralf Bissdorf, médaillé olympique en 2000. À cette époque, elle participe principalement à des compétitions aux niveaux junior et cadet, notamment les championnats d'Asie et les championnats du monde,.
Plus tard, elle est surclassée et participe à diverses compétitions asiatiques majeures, parmi lesquelles les Jeux asiatiques (bronze en 2018) et les Jeux d'Asie du Sud-Est. Elle s'y illustre particulièrement en 2017 et en 2019 en étant sacrée championne individuelle à deux reprises puis championne par équipes. Elle ne peut toutefois y participer en 2021 à cause de sa préparation pour les Jeux olympiques.[réf. nécessaire] Dans le même esprit, elle prend une pose dans ses études à Notre-Dame-du-Lac en 2020 afin de s'y concentrer pleinement. Elle s'entraîne alors principalement au Bluegrass Fencers’ Club à Lexington (Kentucky) auprès du maître d'armes Amgad Khazbak. En début d'année, elle remporte un tournoi satellite à Copenhague et termine à la deuxième place à Barcelone.
Berthier est la première escrimeuse féminine singapourienne qualifiée pour les Jeux olympiques (en 2020), après avoir remporté le tournoi de qualification Asie-Océanie à Tashkent face à Yana Alborova (en) (15-14),. La dernière qualification de Singapour dans une épreuve d'escrime remonte à Barcelone 1992 avec James Wong et Ronald Tan. Elle est vaincue au premier tour par l'Américaine Lee Kiefer (4-15), une Fighting Irish et future médaillée d'or olympique. Peu de temps avant cet évènement, elle remporte le titre par équipes au championnat NCAA, une première pour un escrimeur de Singapour, ainsi qu'une médaille de bronze dans l'épreuve individuelle.
Malgré son élimination précoce aux Jeux olympiques, elle rebondit l'année suivante pour aller chercher le bronze par équipes aux championnats d'Asie l'année suivante aux côtés de Denyse Chan, Cheung Kemei et Maxine Wong, une première depuis 2010, ainsi que deux médailles d'argent au championnat NCAA.

## Palmarès
- Tournois satellites
  -  Médaille d'or aux internationaux de Trekanten à Copenhague sur la saison 2019-2020[15]
  -  Médaille d'argent aux internationaux de Trekanten à Copenhague sur la saison 2018-2019
  -  Médaille de bronze au Trophée international de Sabadell à Barcelone sur la saison 2019-2020
- Jeux d'Asie du Sud-Est
  -  Médaille d'or en individuel aux Jeux d'Asie du Sud-Est de 2015 à Pasay[25]
  -  Médaille d'or en individuel aux Jeux d'Asie du Sud-Est de 2019 à Pasay[25]
  -  Médaille d'or par équipes aux Jeux d'Asie du Sud-Est de 2019 à Pasay[25]
- Jeux asiatiques
  -  Médaille de bronze par équipes aux Jeux asiatiques de 2018 à Jakarta
- Championnats d'Asie
  -  Médaille de bronze par équipes aux championnats d'Asie 2022 à Séoul[23]

## Classement en fin de saison
| Année | 2015 | 2016 | 2017 | 2018 | 2019 | 2020 | 2021 | 2022 |
| ----- | ---- | ---- | ---- | ---- | ---- | ---- | ---- | ---- |
| Rang  | 215  | 275  | 83   | 130  | 72   | 58   | 44   | 37   |

## Distinctions
- 2022 : Femme fleurettiste américaine de l'année de la United States Fencing Coaches Association[27]